# InfoAmazonia
InfoAmazonia é um site de notícias independente. Ele reúne dados estatísticos sobre a Amazônia. É feito com a ajuda de profissionais e de voluntários. É parceiro dos veículos: Amazônia Real, Ciência Hoje, Global Voices, SPDA – Actualidad Ambiental, Mongabay, A Pública e O Eco.

## Prêmios
Em 2018, ao lado do jornal Correo del Carone, foi ganhador de Menção Honrosa do Prêmio Vladimir Herzog por Multimídia, concedido a Stefano Wrobleski e equipe: Bram Ebus, Gustavo Faleiros, Oscar Murillo, Miguel Peixe, pela obra "Explorando o Arco Mineiro".
Em novembro de 2021, o Info Amazônia foi um dos seis vencedores do Prêmio Cláudio Weber Abramo de Jornalismo de Dados pelo projeto Engolindo Fumaça, que investiga os efeitos da poluição do ar causada pelas queimadas sobre a saúde da população amazônica.